# Metatopie
Metatopie (Verlagerung) ist ein Begriff aus der Pflanzenmorphologie. 
Normalerweise steht die einen Blütenstand oder eine Einzelblüte tragende Seitenachse stets in der Achsel eines Tragblattes. Durch eine Verwachsung kann aber auch eine Verlagerung dieser Ansatzstelle auftreten, dabei sind zwei Fälle möglich: 
Bei der Konkauleszenz (auch Concauleszenz) ist die Seitenachse zum Teil mit ihrer Abstammungsachse verwachsen. Dies führt dazu, dass die Blüten hier wesentlich höher am Stängel sitzen als die zugehörigen Tragblätter. Konkauleszenz kommt beispielsweise bei Blütenständen mancher Nachtschattengewächse vor. 
Bei der Rekauleszenz (auch Recauleszenz) ist die Seitenachse teilweise mit dem Stiel des Tragblattes verwachsen. Die Blüten sind in Richtung Blatt verschoben. Dies ist zum Beispiel bei den Lindengewächsen der Fall.

Blüte und Tragblatt
Konkauleszenz
Rekauleszenz